# New York Life Building
New York Life Building este o clădire ce se află în New York City. Este sediul New York Life Insurance Company.